# Barthélemy Camelin
Pour les articles homonymes, voir Camelin (homonymie).
Barthélemy Camelin (né à Fréjus vers  1562 et mort à Fréjus le 15 juin 1637) est un ecclésiastique qui fut évêque de Fréjus de 1599 à  1637.

## Biographie
Barthélemy Camelin natif de Fréjus est nommé comme évêque de la ville par le roi Henri IV en 1599 et consacré l'année suivante par Guillaume Le Blanc l'évêque de Grasse. Il établit dans sa ville épiscopale les Dominicains et les Jésuites. En 1621 il désigne avec l'accord du Roi comme coadjuteur son neveu Pierre Camelin qu'il consacre évêque titulaire de Philadelphie-en-Arabie et qui lui succède à sa mort.
Barthélémy  et Pierre Camelin, ont leurs statues en marbre, dans la cathédrale Saint Léonce de Fréjus

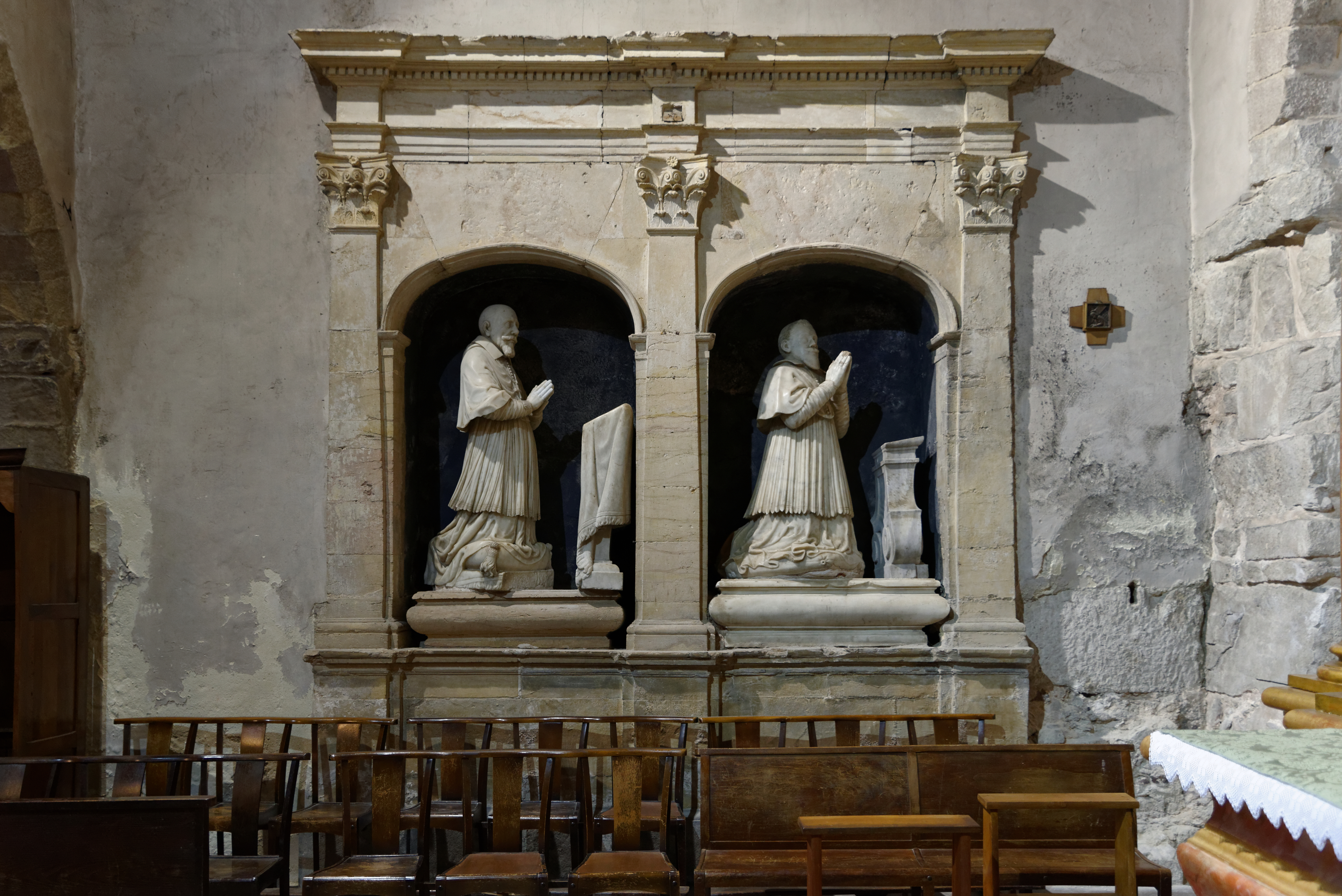